# 아프리카의 자매 도시 목록
다음은 아프리카의 자매 도시 목록이다.

## 가나
- 타말레

루이스빌 (미국, 1979년)

## 나미비아
- 추메브

체스터필드 (영국)

## 남아프리카 공화국
- 버펄로 시

레이던 (네덜란드)
- 요하네스버그

뉴욕 (미국)
버밍엄 (영국)
시안시 (중화인민공화국)
- 케이프타운

니스 (프랑스)

## 리비아
- 트리폴리

사라예보 (보스니아 헤르체고비나, 1976년)
부산광역시 (대한민국, 1980년)

## 모로코
- 엘자디다

비에르종 (프랑스)
- 모하메디아

겐트 (벨기에)
- 탕헤르

파루 (포르투갈, 1954년)

## 모잠비크
- 베이라

브리스톨 (영국, 1990년)
- 마푸투

리스본 (포르투갈)

## 서사하라
- 다이라데보하도르

산세바스티안 (스페인)

## 에스와티니
- 음바바네

포트워스 (미국, 2004년)

## 시에라리온
- 프리타운

킹스턴어폰헐 (영국)

## 알제리
- 베자이아

브레스트 (프랑스, 2001년)
- 콩스탕틴

그르노블 (프랑스, 1999년)

## 짐바브웨
- 하라레

노팅엄 (영국, 1986년)
- 무타레

포틀랜드 (미국, 1991년)

## 카메룬
- 림베

시애틀 (미국)

## 케냐
- 키수무

첼트넘 (영국)
- 몸바사

시애틀 (미국)

## 콩고 공화국
- 브라자빌

드레스덴 (독일, 1975년)

## 탄자니아
- 탕가

톨레도 (미국, 2001년)

## 튀니지
- 나뵐

세토시 (일본)

## 같이 보기
- 자매 도시 목록

아프리카의 자매 도시 목록
아시아의 자매 도시 목록
유럽의 자매 도시 목록
북아메리카의 자매 도시 목록
오세아니아의 자매 도시 목록
남아메리카의 자매 도시 목록
1. ↑  리비아의 경제가 악화되어 최근 이슬람 무장세력의 영향으로 절연한 것으로 알려져 있다.